# Lophanthera lactescens
Lophanthera lactescens är en tvåhjärtbladig växtart som beskrevs av Adolpho Ducke. Lophanthera lactescens ingår i släktet Lophanthera och familjen Malpighiaceae. Inga underarter finns listade i Catalogue of Life.